# Neriene redacta
Neriene redacta là một loài nhện trong họ Linyphiidae.
Loài này thuộc chi Neriene. Neriene redacta được Ralph Vary Chamberlin miêu tả năm 1925.